# Retour sur la condition ouvrière
Retour sur la condition ouvrière, cioè "Ritorno sulla condizione operaia", sottotitolato "Inchiesta nelle Peugeot de Sochaux-Monbéliard", è un saggio di sociologia scritto da Stéphane Beaud e Michel Pialoux. Il volume ha lo scopo di analizzare il mondo operaio e le sue trasformazioni attraverso lo studio delle officine Peugeot di Sochaux.
Dall'introduzione, gli autori giustificano la scelta del proprio oggetto di studio, gli operai, con la loro mancanza di visibilità sulla scena politica, nonostante il fatto che essi siano più di 6 milioni, cioè il primo gruppo sociale in Francia.

## Prima parte: le trasformazioni della fabbrica
A partire dagli anni 1970, i dirigenti della fabbrica passano dal modello di organizzazione ispirato al fordismo, al Toyota Production System che promuove riduzione delle scorte e l'allestimento dell'officina minima, che hanno portato ad una individualizzazione del lavoro a causa del fatto che l'operaio è responsabile della propria produzione, della sua cadenza e dei difetti inevitabili. Questo cambiamento imposto è associato ad una nuova assegnazione degli incarichi, anch'essa imposta dalla gerarchia. Così vengono imposti dei gruppi nei quali viene creata sottomissione sistematica degli operai da parte dei capisquadra. Questa dissoluzione dei legami sociali annulla la solidarietà e crea aggressività che gli operai sfogano sugli immigrati arabi e turchi.

## Seconda parte: la salvezza illusoria della scuola
Questo processo di disgregazione si trova anche in rapporto alla scuola, vista un tempo come una possibile uscita dalla condizione operaia, ma che porta, invece, ad un allontanamento simbolico, che non comporta una vera promozione sociale e professionale. L'accesso ai Lycée  individualizza le scelte e strategie dei figli degli operai e li conduce verso una cultura borghese appiattita. Allo stesso modo, gli allievi dei Lycée professionnel, formati per il lavoro in fabbrica, apprendono un sapere e dei metodi contrari ai valori del mondo operaio tradizionale, cioè la resistenza al lavoro imposto, teorico ed estenuante.

## Terza parte: una destrutturalizzazione del gruppo operaio
Una intervista con un giovane figlio di operai, Sébastien, di 27 anni, obbligato al lavoro in fabbrica, nonostante la laurea triennale in discipline tecnologiche permette agli autori di riprendere le constatazioni fatte rispetto alla fabbrica e della scuola. Il mondo operaio è sempre più diviso su base generazionale tra anziani e giovani ed a livello culturale tra immigrati ed autoctoni. Queste nuove suddivisioni favoriscono il declino del sindacalismo e la riappropriazione della forza lavoro, dei luoghi e dei valori da parte della direzione della fabbrica. 
Questo libro è importante perché segna il ritorno della sociologia francese nel campo della condizione di lavoro che è ora piuttosto irregolare. Questa analisi apre nuove prospettive in discussione delle nozioni di Marx di classe operaia e di Webber della cultura operaia.